# Veldidena
Veldidena era una de les principals ciutat de la província romana de Rècia, a la riba sud del riu Inn (antic Oenus), a la via que portava de Tridèntum a Augusta Vindelicorum segons diu l'Itinerari d'Antoní.
Segons les monedes trobades en aquell lloc, va ser una colònia romana sota el nom d'Augusta Veldidena. Avui es diu Wilten i és un barri d'Innsbruck.